# Cándida millonaria
Cándida millonaria es una película de Argentina estrenada el 17 de septiembre de 1941 en blanco y negro con la dirección de Luis Bayón Herrera según guion de Pedro E. Pico sobre su obra teatral Querer y cerrar los ojos. 
El director de fotografía fue Roque Funes y la musicalización es de Alberto Soifer.

## Sinopsis
Un millonario se enamora de su empleada gallega y se casa con ella a pesar de la oposición de su hija. 

## Intérpretes
- Niní Marshall ...	Cándida
- Alberto Bello ... Marcial Méndez Viñas
- Armando Bo
- Osvaldo Miranda ... Carlos Pereda
- Pedro Vargas ... Como él mismo
- Alejandro Maximino ... Benito Cuñarro
- Lucy Galián ... Ana María
- Adrián Cúneo ... Gualberto Campos
- María Goicoechea
- Billy Days ... Chacha
- Maruja Vergara
- Susana Castilla
- Regina Laval
- Carlos Roller
- José Dorado
- Lina Estévez
- Vicente Forastieri
- Los Rancheros
- Pepita Muñoz ... doña Dominga

- Datos: Q5031717